# Демків Богдан Володимирович
Богдан Володимирович Демків (1997—2022) — солдат Збройних сил України, учасник російсько-української війни.

## Життєпис
Народився 1997 році в селі Подусів Львівська область.
Закінчив Перемишлянський професійний ліцей
У 2015 році після закінчення навчання чоловік пішов служити в ЗСУ. Проходив службу 11-му зенітному ракетному Шептівському полку.
Брав участь в АТО.
Загинув 24 березня 2022 році в м.Ізюм Харківської області внаслідок ворожого авіаудару російськими військовими. Розом з ним загинуло ще 3 військових.
Похований у рідному селі Подусів.
Залишилися батьки, сестра, дружина, та донька.

## Нагороди
- Орден «За мужність» 3-го ступеня (посмертно)[1].